# John Moore (militair)
John Moore (Glasgow, 13 november 1761 - A Coruña, 16 januari 1809) was een Brits militair en bracht hervormingen door in het trainen en opleiden van soldaten. Hij sneuvelde als commandant van een Engels leger in Noord-Spanje in de Slag bij A Coruña.

## Loopbaan
John Moore was de oudste zoon van de Schotse fysicus John Moore en oudere broer van de Britse admiraal Graham Moore. Hij doorliep de Glasgow High School en studeerde daarna nog twee jaar in Genua. In 1776 trad hij in dienst van het Britse leger. Vanaf 1778 was hij gedurende de Amerikaanse Onafhankelijkheidsoorlog als luitenant actief in Amerika. In 1783 keerde hij terug naar Engeland en werd gekozen in het Britse Parlement waarvan hij tot 1790 deel uit zou maken.
In 1787 bevorderde men hem tot majoor. Toen hij in 1791 met zijn regiment actief was op Corsica raakte hij gewond. Zeven jaar later werd John Moore naar Ierland gestuurd om te helpen de republikeinse opstand daar te onderdrukken. Hij onderscheidde zich als een van de meest humane commandanten. In 1799 diende hij onder Ralph Abercromby tijdens de Brits-Russische expeditie naar Noord-Holland. Hij raakte er ernstig verwond maar herstelde.
Toen het duidelijk werd dat Napoleon Bonaparte een invasie voor Engeland aan het voorbereiden was, kreeg Moore de leiding over het kustgebied van Dover tot aan Romney Marsh. Hij voerde een geheel nieuwe wijze van militaire training in die leidde tot het instellen van de eerste Britse regimenten met lichte infanterie. Moore vestigde in die tijd een reputatie van bevelhebber en opleider met buitengewoon veel aandacht voor de omstandigheden van zijn mannen. Onder zijn leiding werden aan de kust verschillende martellotorens gebouwd. In 1804 werd John Moore in de adelstand verheven en benoemd tot luitenant-generaal. Vier jaar later was hij kortstondig actief in Scandinavië. Onenigheid met koning Gustaaf IV Adolf van Zweden leidde al snel tot zijn vertrek. Moore werd naar Spanje gestuurd om daar Arthur Wellesley terzijde te staan. Toen Napoleon met 200.000 soldaten Spanje binnenviel wist Moore deze troepen deels terug te slaan naar het noorden. Zijn leger werd ten slotte verslagen en moest zich terugtrekken op de kust. Luitenant-generaal Moore raakte daarbij dodelijk gewond gedurende de Slag bij A Coruña, en overleed aldaar. Moore werd ter plaatse begraven. Zijn graf is daar te bezichtigen

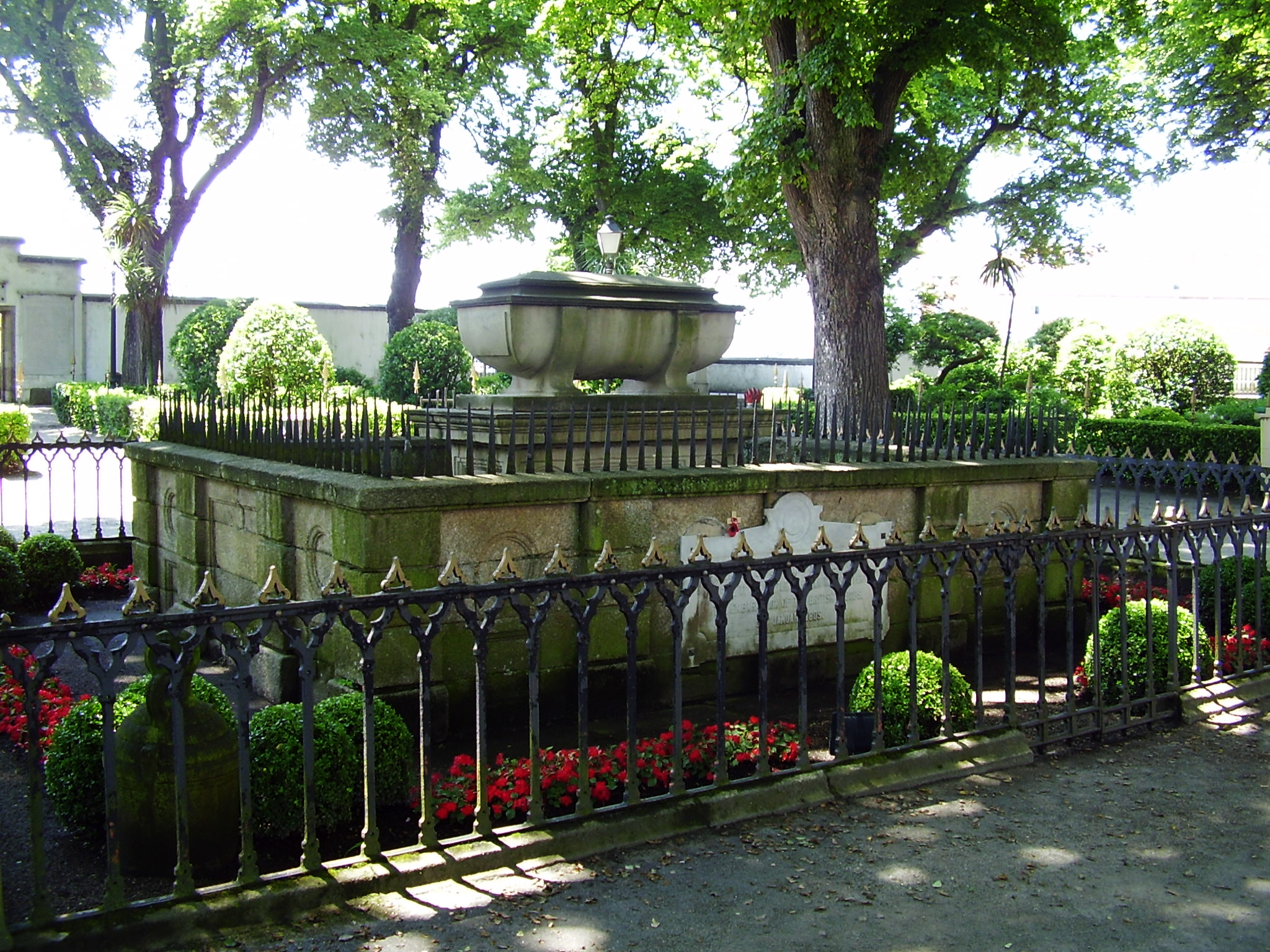
Graf van Generaal Moore in het San Carlos Park te A Coruña

## Bron
- Dit artikel of een eerdere versie ervan is een (gedeeltelijke) vertaling van het artikel John Moore (British Army officer) op de Engelstalige Wikipedia, dat onder de licentie Creative Commons Naamsvermelding/Gelijk delen valt. Zie de bewerkingsgeschiedenis aldaar.

- Biblioteca Nacional de España: XX1603196
- Bibliothèque nationale de France: cb144864923 (data)
- Gemeinsame Normdatei: 120115352
- International Standard Name Identifier: 0000 0001 0435 0022
- Library of Congress Control Number: n85061941
- Nationale Bibliotheek van Tsjechië: mub20241213523
- Nationale Bibliotheek van Israël: 987007272636705171
- Nederlandse Thesaurus van Auteursnamen: 070813817
- Istituto Centrale per il Catalogo Unico: TSAV673176
- LIBRIS: 243756
- SNAC: w6902d8x
- Système universitaire de documentation: 142702188
- Virtual International Authority File: 100325777
- WorldCat: E39PBJvd34cJvdtyCWbmbmrg8C